# Road Atlanta
Road Atlanta è un autodromo situato a Braselton (Georgia) negli Stati Uniti d'America.
Vi si svolgono competizioni automobilistiche e motoristiche tra le più note vi sono la Petit Le Mans e AMA Superbike Championship. Lungo un percorso di 4,088 km si snodano dodici curve.

## Mappe del circuito

Grand Prix Circuit (1970–1997)
Short Circuit (1998–presente)
Grand Prix Circuit (1998–presente)
Circuito motociclistico (2003–2008)
Circuito motociclistico (2008–presente)